# Colegio Clementino de Roma

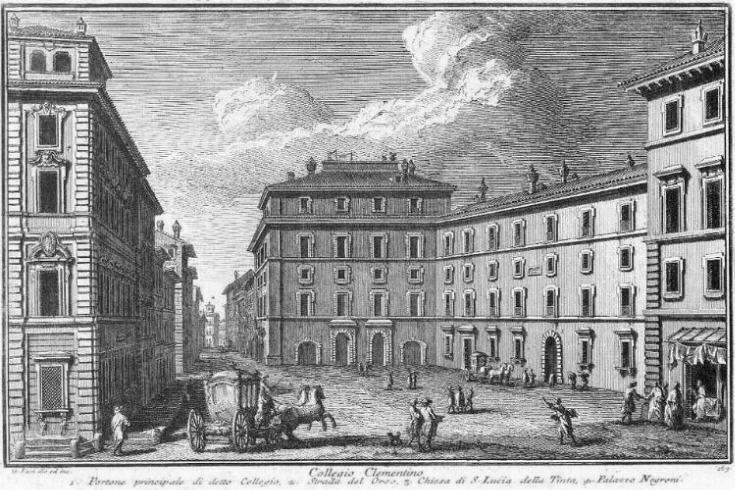
Giuseppe Vasi, Piazza Nicosia y Collegio Clementino (al centro y a derecha) en 1748. A la izquierda, Palazzo Negroni

El Colegio Clementino de Roma es una institución educativa  fundada en 1595 y dirigida por la Orden de los Padres Somascos, llamada con más precisión la «Orden de los Clérigos Regulares de Somasca» (Ordo Clericorum Regularium a Somascha),

## Historia
Debe su nombre al papa Clemente VIII, nacido Ippolito Aldobrandini, que lo instituyó con la bula Ubi primum a Summi apostolatum apicem de 5 de octubre de 1595. La sede original estaba en la ciudad de Roma, en la actual Piazza Nicosia.
El objetivo era la educación de los jóvenes en las costumbres romanas y extranjeras, así como en el estudio de las Bellas Artes y las artes liberales.

## Alumnado
Alejandro Malaspina, Pascual Enrile y Alcedo, Ramón Pignatelli.